# Chuuk

Chuuks flagga

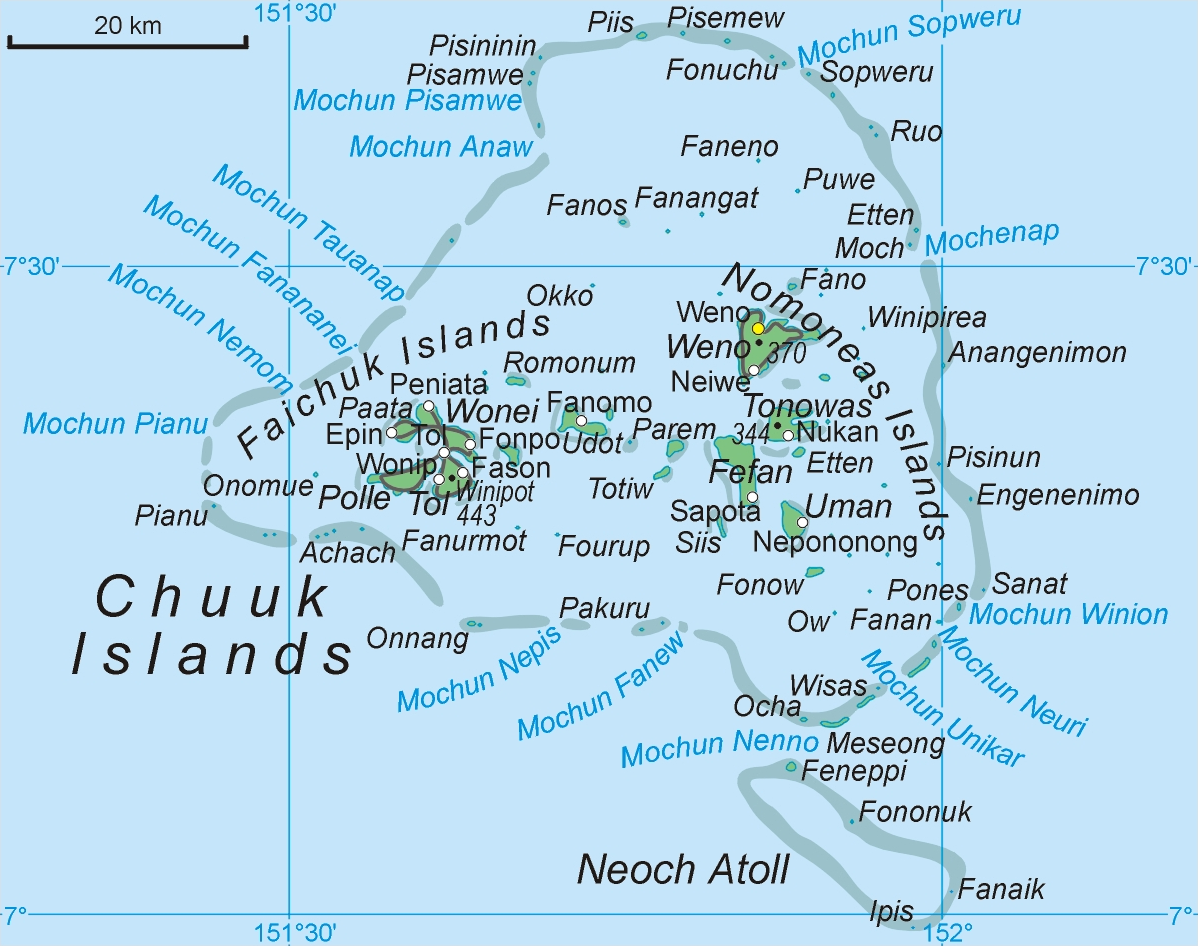
Karta över Chuuköarna

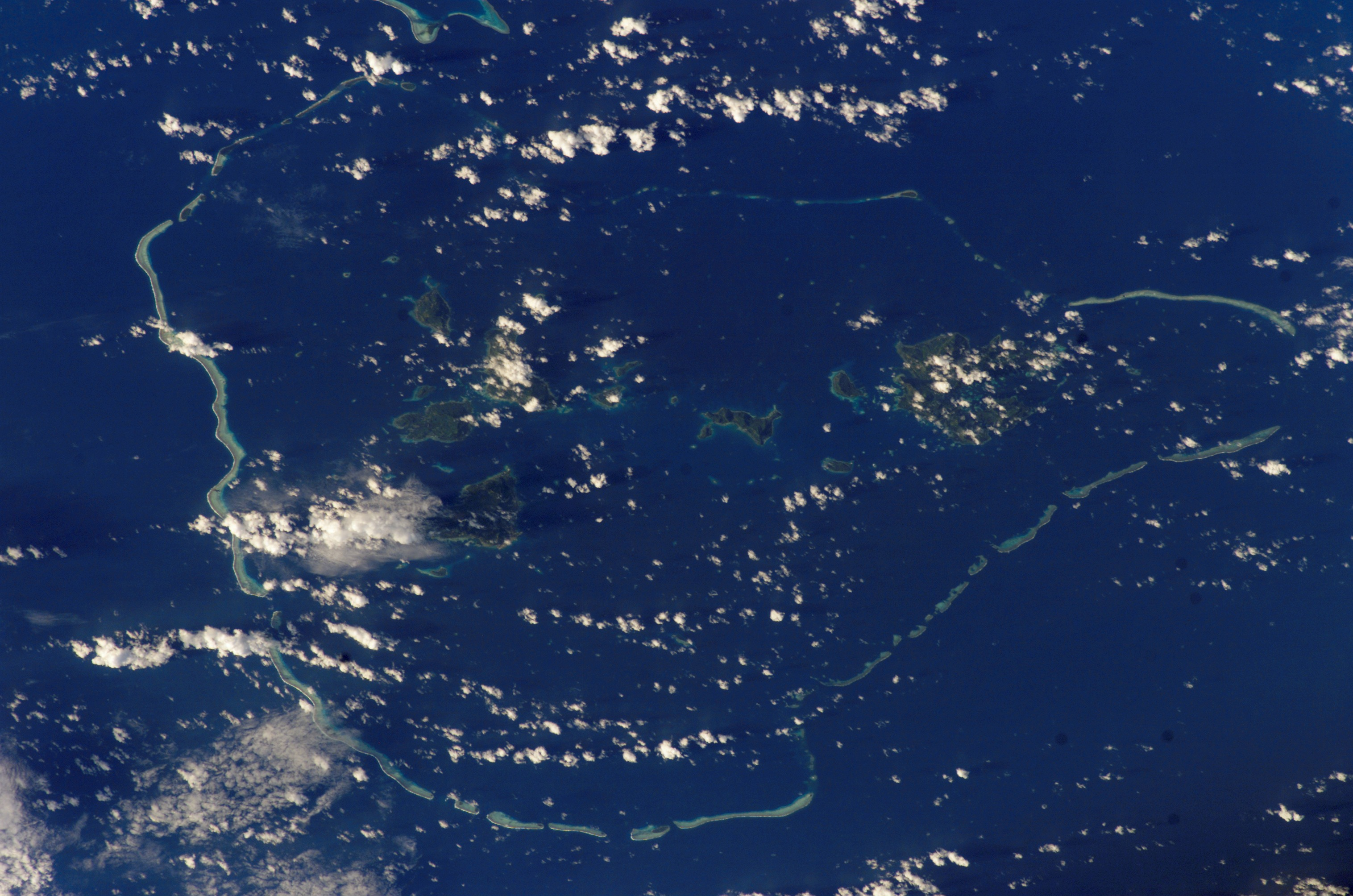
Bild över Chuuköarna

Chuuk eller Chuuköarna (tidigare Truk och Hogoleu) är en ögrupp och en delstat i Mikronesiens federerade stater i västra Stilla havet.

## Geografi

### Chuuköarna
Chuuköarna (Chuuk-Islands) är namnet på själva ögruppen vilken ligger cirka 2 300 km öster om Filippinerna. Geografiskt ligger ön bland Karolinerna i Mikronesien.
Ögruppen består av ett 70-tal öar som ligger i en ca 2.120 km² stor lagun innanför ett korallrev. Området delas i
- Faichuköarna, den västra delen av lagunen med de större öarna
  - Tol
  - Udot
  - Polle
  - Wonei

- Nomoneasöarna, den östra delen av lagunen med de större öarna
  - Weno, huvudön
  - Dublon
  - Fefan
  - Tonowas

### Chuuk state
Chuuk-State är delstaten som består av ca 290 öar och atoller med huvudområdet Chuuköarna och övriga större ögrupper (kallad Outer Islands)
- Mortlock Islands sydöst om huvudgruppen, med Etal, Namoluk och Satawan Atollerna
- Hall Islands norr om huvudgruppen, med East Fayu, Murilo och Nomwin Atollerna
- Namonuito Atollen nordväst om huvudgruppen, med Magur, Pisaras och Ulul Atollerna
- Pikelot Atollen väster om huvudgruppen
- Pulap Atollen väster om huvudgruppen
- Puluwat Atollen väster om huvudgruppen

Öarna är av vulkaniskt ursprung och har en sammanlagd areal om ca 127 km². Den högsta höjden är på cirka 440 m ö.h.
Befolkningen i Chuuk-state uppgår till cirka 60.000 invånare där ca 70 % lever på Chuuköarna. Huvudorten Weno ligger på huvudöns norra del och har ca 17.000 invånare.
Öns flygplats heter Truk (flygplatskod "TKK") och ligger sydväst om Weno.

## Historia
Chuuköarna har troligen bebotts sedan cirka 100 f.Kr. De upptäcktes i januari 1528 av spanske kaptenen Álvaro de Saavedra.
Kejsardömet Tyskland köpte ögruppen 1899 som då blev del i Tyska Nya Guinea och under första världskriget ockuperades området i oktober 1914 av Japan. Japan erhöll sedan förvaltningsmandat över området vid Versaillesfreden 1919 av Nationernas Förbund. Chuuk blev då huvudorten i det japanska Nan'yo Cho (Japanska Stillahavsmandatet) fram till juli 1921 då förvaltningen flyttade till Koror.
Under andra världskriget användes ögruppen som flyg- och flottbas av Japan tills USA erövrade området under Operation Hailstone i februari 1944. År 1947 utsågs Chuuköarna tillsammans med hela Karolineröarna till "US Trust Territory of the Pacific Islands" av Förenta nationerna och förvaltades av USA.
Den 10 maj 1979 bildades den autonoma federationen Mikronesien med lokalt självstyre och den 3 november 1986 blev landet självständigt.

## Fartygsvraken - turistmål och miljöproblem

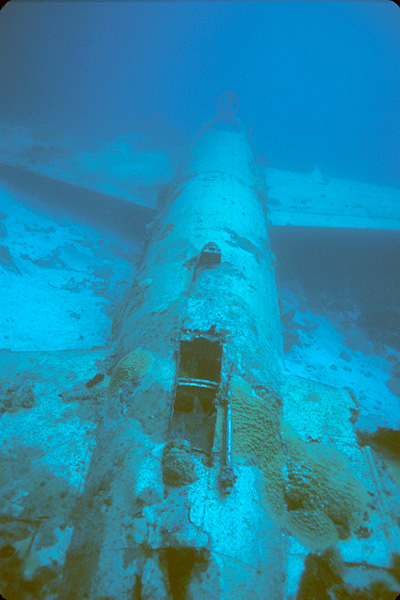
Mitsubishi "Betty" bombflyg

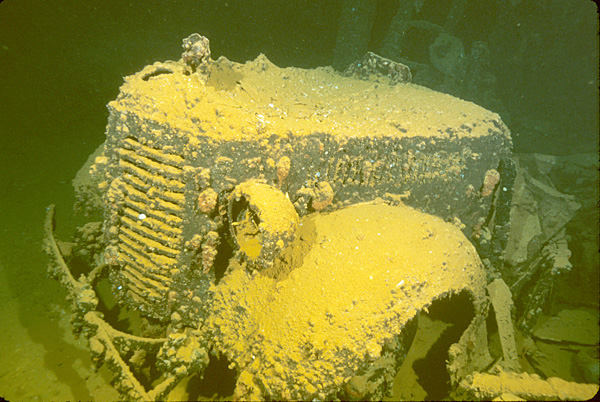
Lastbil i lastutrymmet på Hoki Maru

De många vraken från andra världskriget i Chuuk Lagoon - eller Truk Lagoon som var det namn under vilket WWII-striderna blev kända - blev legendariska bland sportdykare under 60-talet. De blev landets viktigaste turistmål. Men vraken innebär även ökande problem, allt eftersom tiden går:
Marinarkeologer från James Cook University i Australien har kartlagt vraken i Chuuk Lagoon sedan 2007. År 2008 noterade de ett kraftigt oljeläckage från den sjunka tankern Hoyo Maru, som i juli var fem kilometer långt. De noterade även mindre läckage från Rio de Janeiro Maru, ett före detta passagerarfartyg som under kriget byggts om till hjälpfartyg för ubåtar.
Även om problemet med oljeläckage från krigsvrak har varit känt länge, så inger situationen farhågor. Experter på korrosion säger att 52 vrak i Chuuk lagoon kan kollapsa inom ett fåtal år, och ingen vet exakt hur mycket olja som finns i vraken. Tre av de 52 fartygen är tankfartyg, med kapacitet att lasta 32 miljoner liter, vilket i så fall skulle motsvara cirka tre fjärdedelar av vad som läckte ut i Exxon Valdez-katastrofen.
De australiska marinarkeologerna varnar att staten Chuuk inte har resurser att hantera problemet. Det finns metoder att tömma gamla vrak för olja men det är kostsamt. År 2003 bekostade den amerikanska regeringen en lyckad tömning av 10 miljoner liter olja från USS Mississinewa (AO-59) som sänktes av japanska styrkor i västra Stilla Havet 1944.